# Канцано
Канца̀но (на италиански: Canzano, на местен диалект Canzanë, Канцанъ) е село и община в Южна Италия, провинция Терамо, регион Абруцо. Разположено е на 448 m надморска височина. Населението на общината е 1973 души (към 2010 г.).